# Revenge of the Barracuda
Revenge of the Barracuda è il quarto e ultimo album solista di WC.
I principali rapper che collaborano al disco sono Ice Cube, Young Maylay, Kurupt e il duo Tha Dogg Pound.
I singoli sono "That's What I'm Talking About" uscito il 27 luglio 2010 e "You Know Me" uscito il primo Febbraio 2011, entrambi prodotti dal duo Hallway Productionz, appartenenti alla Lench Mob Records.

## Tracce
| #  | Titolo                          | Produttori           | in collaborazione con              | Durata |
| -- | ------------------------------- | -------------------- | ---------------------------------- | ------ |
| 1  | "Revenge of the Barracuda"      | Hallway Productionz  |                                    | 2:39   |
| 2  | "You Know Me"                   | Hallway Productionz  | Ice Cube, Young Maylay             | 3:55   |
| 3  | "Reality Show"                  | Hallway Productionz  |                                    | 3:46   |
| 4  | "What's Good"                   | Jah Zilla            | Kokane                             | 5:03   |
| 5  | "Walkin' in my Taylors"         | EQ & Flip            |                                    | 4:04   |
| 6  | "That's What I'm Talking About" | Hallway Productionz  |                                    | 4:04   |
| 7  | "Stickin' to the Script "       | THX                  | Tha Dogg Pound, Bad Lucc, Soopafly | 3:43   |
| 8  | "100% Legit"                    | Jah Zilla            |                                    | 3:46   |
| 9  | "D Boy"                         | Jiggolo              |                                    | 4:39   |
| 10 | "Hustla"                        | Djay Cas, Yung Fokus | Juvenile, Dion Primo               | 4:53   |
| 11 | "The Spot"                      | Fredwreck            | Young Maylay                       | 3:29   |
| 12 | "Dub C"                         | Trick-Trick          |                                    | 4:14   |